# Bertrand III de Lautrec
Pour les articles homonymes, voir Bertrand de Lautrec.
Bertrand III de Lautrec (vers 1260 - après 1321), est vicomte de Lautrec, de 1277 à 1306, puis vicomte de Caraman de 1306 à 1321.

## Biographie
Membre de la famille de Lautrec, Bertrand III nait vers 1260. Il est le fils aîné de Sicard VII de Lautrec, mais, même s'il hérite de la vicomté de Lautrec, il doit laisser de nombreux domaines à ses frères cadets Guillaume et Sicard, tels que les seigneuries de Brassac-de-Belfortès et de Paulin. Dès 1277, son père l'émancipe et lui offre la vicomté de Lautrec, tout en gardant l'usufruit sur ce domaine. Il ne possède néanmoins dès lors que la moitié de la vicomté, c'est-à-dire « le nord et le cœur du Lautrécois avec le riche fief des évêques de Cahors, la seigneurie de Paulin au nord-est, ainsi que les villages de Saint-Julien-du-Puy et de Ganoubre, la bastide de Moulayrès et le château de Brametourte », car le reste est entre les mains de ses cousins. 
En 1306, soit cinq ans après la mort de son père, Bertrand III est contraint de céder la vicomté de Lautrec au roi de France Philippe le Bel, car il est endetté, et le roi lui fait en échange don d'une part de la vicomté de Caraman. Il obtient ainsi Caraman et 16 paroisses qui en dépendaient, avec le titre de baronnie et de vicomté. Néanmoins, dès le 20 mai 1321, il revend ce nouveau domaine à Pierre Duèze contre 35 000 livres tournois. Il n'apparait plus aucune mention de lui après cette date.

## Lignée
Bertrand III de Lautrec a de nombreux frères et sœurs, issus des deux mariages de son père : 
- Philippe de Lautrec, mort à l'âge de trois ans ;
- Jean de Lautrec, archidiacre de Béziers ;
- Guillaume de Lautrec, seigneur Brassac-de-Belfortès ;
- Jeanne de Lautrec ;
- Sicard de Lautrec, seigneur de Paulin et de Janes, et propriétaire des terres de Saint-Julien-du-Puy et de Moulayrès ;
- Agnès de Lautrec.

Il a aussi un fils, Frédol de Lautrec, dont on ne sait ce qu'il advient.